# Antonio Furlan
Antonio Furlan (Motta di Livenza, 1906 – Motta di Livenza, 17 ottobre 1944) è stato un partigiano e operaio italiano, medaglia d'oro al valor militare.

## Biografia
Di mestiere bracciante agricolo, era stato costretto ad emigrare in cerca di lavoro. Era tornato in Italia poco dopo l'inizio della Seconda guerra mondiale, per combattere la quale fu richiamato alle armi.

Dopo l'8 settembre 1943, al momento della proclamazione dell'armistizio e del conseguente sfaldamento del Regio esercito, era riuscito a sfuggire alla cattura da parte dei tedeschi.

Il giovane bracciante si dà alla macchia invece di rispondere alla chiamata alle armi della Repubblica Sociale Italiana e si impegna attivamente nella Resistenza veneta, nell'area del Livenza. Catturato, viene giustiziato per impiccagione assieme a Angelo Artico. Il battaglione Livenza del quale era commissario politico, dopo la sua morte viene denominato Brigata Furlan

## Lapide
Due lapidi poste in via IV novembre, a Motta di LIvenza, all'ingresso del ponte sul fiume Livenza, ricordano i due Martiri Antonio e Angelo.